# Roatan-agoeti
De roatan-agoeti (Dasyprocta ruatanica) is een zoogdier uit de familie van de agoeti's en acouchy's (Dasyproctidae). De wetenschappelijke naam van de soort werd voor het eerst geldig gepubliceerd door Thomas in 1901.

## Voorkomen
De soort komt alleen voor op het eiland Roatán van Honduras.